# 笹井隆司
笹井 隆司（ささい りゅうじ、1961年12月21日 - ）はベーシスト、ゲームミュージックの作曲家。大阪府出身。

## 人物・略歴
15歳頃からバンド活動を始める。
1983年、ノヴェラに加入。ベーシストとして演奏の他、数曲の作曲も手掛ける。
1986年、ノヴェラ解散。
ノヴェラ解散後はアルバイトをしていたパソコンゲーム会社でゲーム作品の作曲を担当。以降、音楽スタッフを募集している会社にテープを送り、様々なゲーム作品の音楽に携わるようになる。スクウェア（現:スクウェア・エニックス）に入社するまでは主にチャンピオンソフト、マイクロキャビン、クリスタルソフトなどの作品で音楽を担当した。
1991年、フリーとしてゲーム音楽に携わっている中、クリスタルソフトの元スタッフである藤岡千尋に依頼され『時空の覇者 Sa・Ga3 [完結編]』の音楽を制作し、同作品の開発終了後にスクウェアに入社。スクウェア大阪開発部に所属し、『ルドラの秘宝』や『ブシドーブレード弐』等の音楽を担当する。
1997年、アクションに加入。
1998年、アクション解散。スクウェアを退社。
以降は様々なバンドにベースとして参加した他、作品のスタッフクレジットなどに名前を出さず、アダルトゲーム、パチンコ、バンド等の作曲や編曲を手掛けた。
2011年、『サガ3時空の覇者 Shadow or Light』の作曲・編曲を伊藤賢治と共に担当。
2015年、『ドラゴンシンカー 竜沈めの末裔』の作曲を担当。
2016年、『マギアコネクト』、『フェアリーエレメンツ』の作曲を担当。
同年11月、12月にサガシリーズ25周年を記念して開催された『サガ オーケストラ コンサート 2016』の東京・大阪公演のゲストとして、伊藤賢治、藤岡千尋と共に参加。
2017年、『ドラゴンラピス』、『アルバスティア戦記』の作曲を担当。
2018年、『カドバトうぉーず！』の作曲を担当。
2019年、『アンビションレコード』の作曲を担当。小規模イベントのゲストとして、藤岡千尋と共に参加。
2019年現在、フリーとして活動。
好きなアーティストにエクストリーム、ジューダス・プリースト、レッド・ホット・チリ・ペッパーズを挙げる。
バンド時代からギターも演奏しており、『ファイナルファンタジーUSA ミスティック クエスト サウンドコレクションズ』に収録されているアレンジ曲等は自身でギターを演奏している。
自身が過去に音楽を担当した作品のアレンジ曲や新曲を制作し、知人がニコニコ動画に投稿を行っている。

## 作曲

### ノヴェラ在籍時代
- ブレイン・オブ・バランス
  - GRAFFITI LIGHT
  - PAPER MUSIC（共作:平山照継）
- ワーズ
  - REVERIE
  - GOING TO THE KINGDOM

### スクウェア在籍時代
- ファイナルファンタジーUSA ミスティッククエスト（共作:川上泰広）
- ルドラの秘宝
- トバルNo.1（「CHARACTER SELECT」のみ作曲。編曲:光田康典・GUIDO）
- ブシドーブレード弐

### フリー（無所属）
- チャンピオンソフト
  - 女性社員を活かす法（『Rance -光をもとめて-』に一部の曲が流用されており、以降のシリーズ作品にもアレンジされた曲が使用されているがノンクレジット）
  - ちょっと名探偵（同上）
  - タウヒード（同上）
- マイクロキャビン
  - ホワッツ マイケル What's Michael ?
  - サーク（共作:新田忠弘）
  - サークII（共作:新田忠弘）
  - フレイ（共作:新田忠弘）
  - MSX2版ファイナルファンタジー（原曲:植松伸夫、共同編曲:新田忠弘）
- クリスタルソフト
  - アドヴァンスド・ファンタジアン[要出典]
  - バトルゴリラ[要出典]
  - クリムゾンⅡ 邪神の逆襲（共作:藤岡千尋、他）
  - クリムゾンⅢ（共作:藤岡千尋、他）
  - 夢幻の心臓Ⅲ（共作:藤岡千尋、他）
- ケムコ
  - ドラゴンシンカー 竜沈めの末裔
  - フェアリーエレメンツ
  - ドラゴンラピス
  - アルバスティア戦記
  - アンビションレコード
- 他
  - ウインダリア[要出典]
  - AIZA NEW GENERATION（ティールハイト、共作）
  - 時空の覇者 Sa・Ga3 [完結編]（スクウェア、共作:藤岡千尋）
  - ソード・ワールドPC（T&E SOFT、共作:木下ゆみ・釜木茂一）
  - リューヌ伝説 ～時空の彼方～（ブラザー工業、共作）
  - サガ3時空の覇者 Shadow or Light（スクウェア・エニックス、原曲:笹井隆司・藤岡千尋、共同作編曲:伊藤賢治）
  - ラストクロニクルオンライン（ホビージャパン）[要出典]
  - マギアコネクト（藤商事・エディア、共作）
  - カドバトうぉーず！（イッタロ）